# 杜拉斯·阿拉哈佩魯馬
杜拉斯·达哈姆·库马拉·阿拉哈佩魯馬（Dullas Daham Kumara Alahapperuma，1959年5月14日－）是斯里兰卡政治家，前内阁新闻和大众传媒部长，斯里兰卡议会马塔拉区的议员。